# Николаевский собор (Мариуполь)
Свято-Николаевский собор на Новосёловке — православный храм в Мариуполе в честь святителя Николая Мирликийского. Адрес: Центральный район, улица Кальмиусская, 114. 

## История
Община была зарегистрирована 20 мая 1946 года.
В 1989 году церковь начали перестраивать по инициативе протоиерея Николая Марковского.
Собор освящён в 1991 году.
В 1993 году закончилась перестройка церкви.

## Описание
В соборе находится 2 знаковые для Мариуполя святыни: копия чудотворной чудотворной иконы Божьей Матери «Мариупольская» («Бахчисарайская» или «Крымская»)  и мощи Игнатия Мариупольского.
В храме работают 2 воскресные школы: детская и взрослая.